# Oceans Seven
L'Oceans Seven est un défi sportif de nage en eau libre, composé de sept traversées maritimes à travers le monde : pas de Calais, détroit de Gibraltar, Molokai (Hawaï), canal de Santa Catalina (USA), détroit de Tsugaru (Japon), détroit de Cook (Nouvelle-Zélande) et canal du Nord
.
Le défi est complété pour la première fois en 2012 par Steve Redmond.